# Lista ducilor de Carintia

## Ducii de Carintia

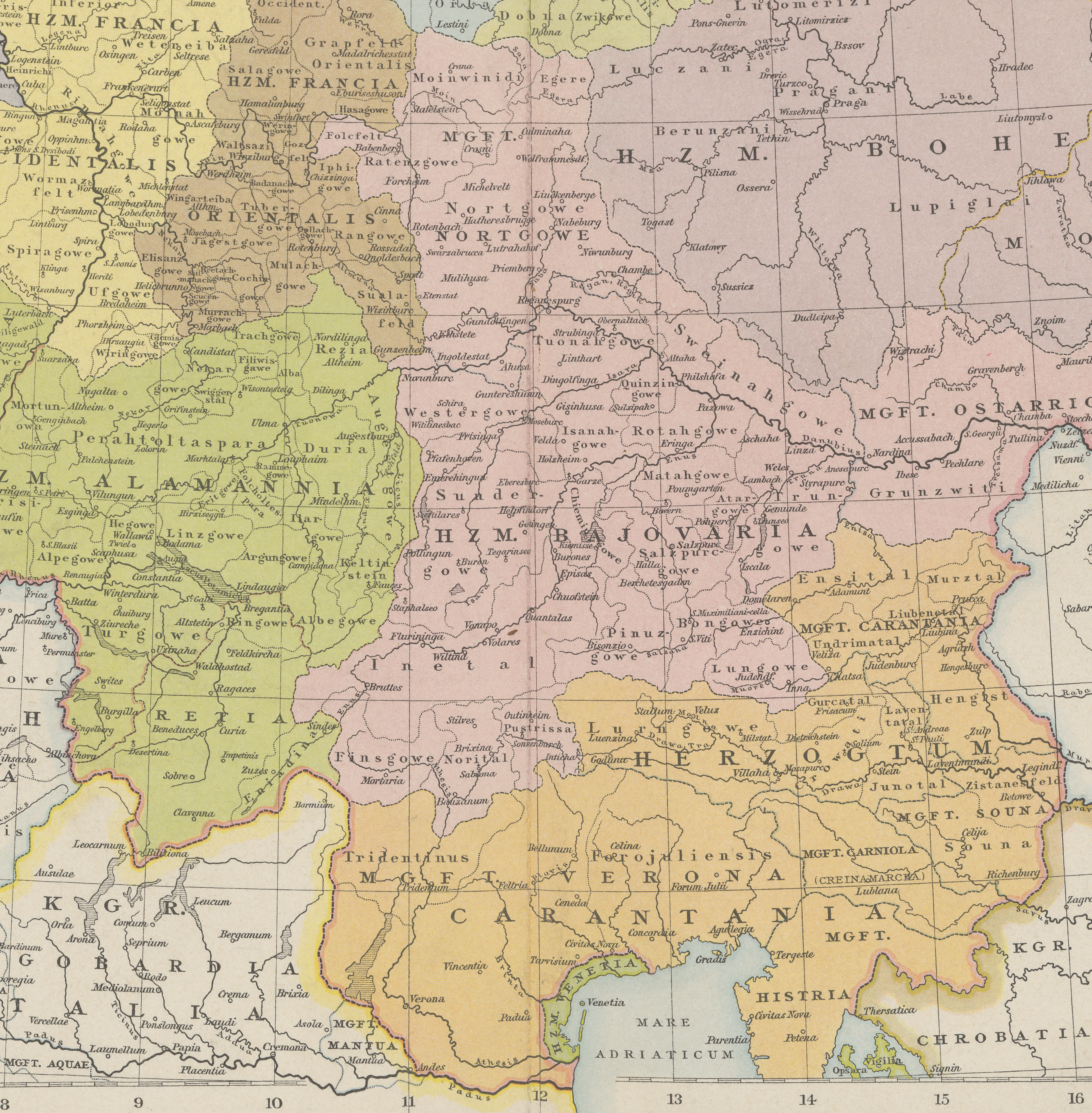
Ducatul de Carintia în jurul anului 1000

### DinastiaLuitpoldingilor
- Henric I cel Tânăr (976-978) totodată duce de Bavaria (982-985), margraf de Verona (976-978, 985-989)

### Dinastia Saliană
- Otto I (978-985), totodată margraf de Verona (978-985, 995-1004)

### DinastiaLuitpoldingilor(restaurată)
- Henric I (985-989), restaurat, totodată duce de Bavaria (982-985), margraf de Verona (976-978, 985-989)

### Dinastia Ottoniană
- Henric al II-lea cel Certăreț (989-995), totodată duce de Bavaria (955-976, 985-995), margraf de Verona (955-975, 989-995)
- Henric al III-lea (995-1002), totodată duce de Bavaria (995-1005), rege al Germaniei (1002-1004), împărat (1014-1024)

### Dinastia Saliană (restaurată)
- Otto I (1002–1004), restaurat, totodată margraf de Verona (978-985, 995-1004)
- Conrad I (1004–1011), totodată margraf de Verona (1004-1011)

### Casa de Eppenstein
- Adalbero (1011–1035), totodată margraf de Verona (1011-1035), anterior margraf de Stiria (cca. 1000-1035)

### Dinastia Saliană (restaurată)
- Conrad al II-lea (1036–1039), totodată margraf de Verona (1035-1039)
- Henric al IV-lea (1039–1047), totodată duce de Bavaria (1026-1041), împărat (1046-1056)

### Dinastia Welfilor
- Welf (1047–1055), totodată margraf de Verona (1047-1055)

### Dinastia Ezzonizilor
- Conrad al III-lea (1056–1061), totodată margraf de Verona (1056-1061)

### Casa de Zähringen
- Berthold al II-lea (1061–1077), totodată margraf de Verona (1061-1077)

### Casa de Eppenstein (restaurată)
- Liutold (1077–1090), totodată margraf de Verona (1077-1090)
- Henric al V-lea (1090–1122), totodată margraf de Verona (1090-1122)

### Casa de Sponheim
- Henric al VI-lea (1122–1123), totodată margraf de Verona (1122-1123)
- Engelbert (1123–1134), totodată margraf de Verona (1123-1135); anterior, margraf de Istria și de Carniola (1107-1124)
- Ulrich I (1134–1144), totodată margraf de Verona (1135-1144)
- Henric al VII-lea (1144–1161), totodată margraf de Verona (1144-1151)
- Herman al II-lea (1161–1181)
- Ulrich al II-lea (1181–1201)
- Bernard (regent din 1199, duce 1202-1256)
- Ulrich al III-lea (1256–1269), totodată margraf de Carniola (1248-1269)

### Dinastia Přemysl
- Otakar (1269–1276), totodată rege al Boemiei (1253-1278), margraf de Carniola (1269-1297), duce de Stiria și arhiduce de Austria

### Dinastia Habsburg
- Rudolf I (1276–1286), totodată rege al Germaniei (1273-1291), arhiduce de Austria, duce de Stiria, margraf de Carniola

### Gorizia-Tirol
- Meinhard (1286–1295), de asemenea conte de Gorizia-Tirol (de la 1258) și margraf  de Carniola
- Henric al VI-lea (1295–1335), totodată rege al Boemiei (1306/1307-1310), arhiduce de Austria, margraf de Carniola, duce de Stiria, conte de Tirol, alături de frații săi:
  - Ludovic (1295–1305)
  - Otto al III-lea (1295–1310)

### Dinastia Habsburg
- Otto al IV-lea (1335–1339), alături de fratele său:
  - Albert al II-lea (1335–1358)
- Frederic (1358–1362), alături de fratele său:
  - Rudolf al II-lea (1358–1365)
- Albert al III-lea (1365–1395)

#### Linia Leopoldină a Habsburgilor
- - Leopold (1379–1386)
  - Wilhelm (1386–1406)
- Ernest (1406–1424)
- Frederic (1424–1493)

#### Teritoriile reunificate ale Habsburgilor din1458
- Maximilian I (1493–1519), totodată împărat (1508-1519)
- Carol I (1519–1521), totodată împărat (1519-1556)
- Ferdinand I (1521–1564), totodată împărat (1558-1564)

#### Habsburgii din Austria Interioară
- Carol al II-lea (1564–1590)
- Ferdinand al II-lea (1590–1637), totodată împărat (1619-1637)

Carintia a fost definitiv unită cu restul teritoriilor Habsburgilor în 1619.